# Puigpedrós
|  | Aquest article tracta sobre el Puigpedrós de Campcardós. Vegeu-ne altres significats a «Puig Pedrós (desambiguació)». |

El Puigpedrós (nom preferent a la Baixa Cerdanya), o Puig de Campcardós (nom habitual a l'Alta Cerdanya), és una muntanya de 2.915 metres situada entre els municipis de Ger, Guils de Cerdanya i Meranges, a la comarca de la Cerdanya i la comuna de Porta, a l'Alta Cerdanya, de la Catalunya del Nord.

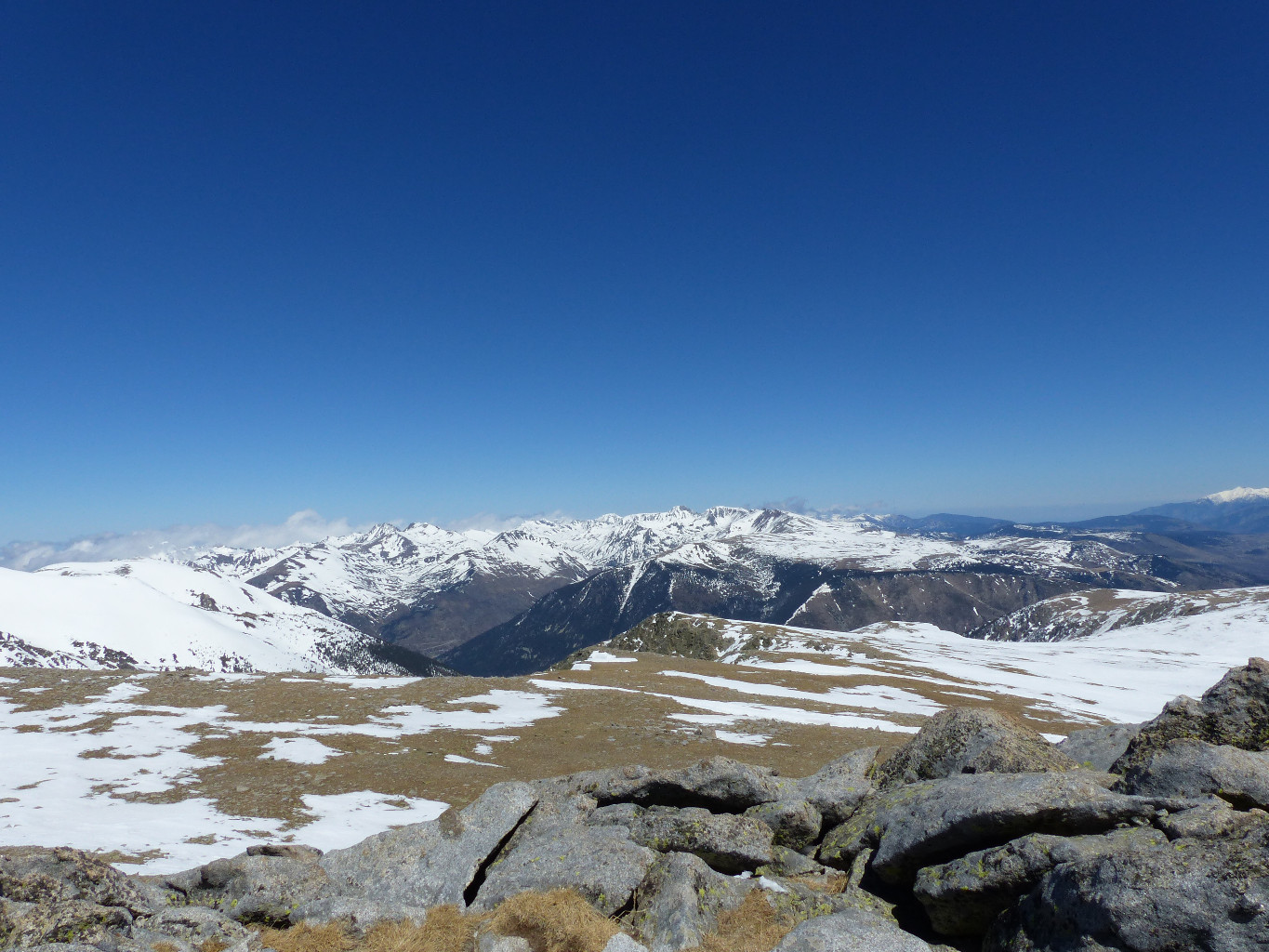
Paisatge des del cim del Puigpedrós cap a llevant

És el cim més alt de les comarques gironines, així com el més alt de la Baixa Cerdanya, seguit de la Tossa Plana de Lles, de 2.904,9 m.. Prop del cim es troba un vèrtex geodèsic amb la referència 279073001, de l'Institut Cartogràfic i Geològic de Catalunya, amb una alçada de 2.913,06 i s'hi pot veure la Serra del Cadí i les muntanyes d'Andorra.

## Toponímia
El terme puig designa una muntanya amb el cim arrodonit. La major part de cims pirinencs reben el nom de puig, o bé de pic.

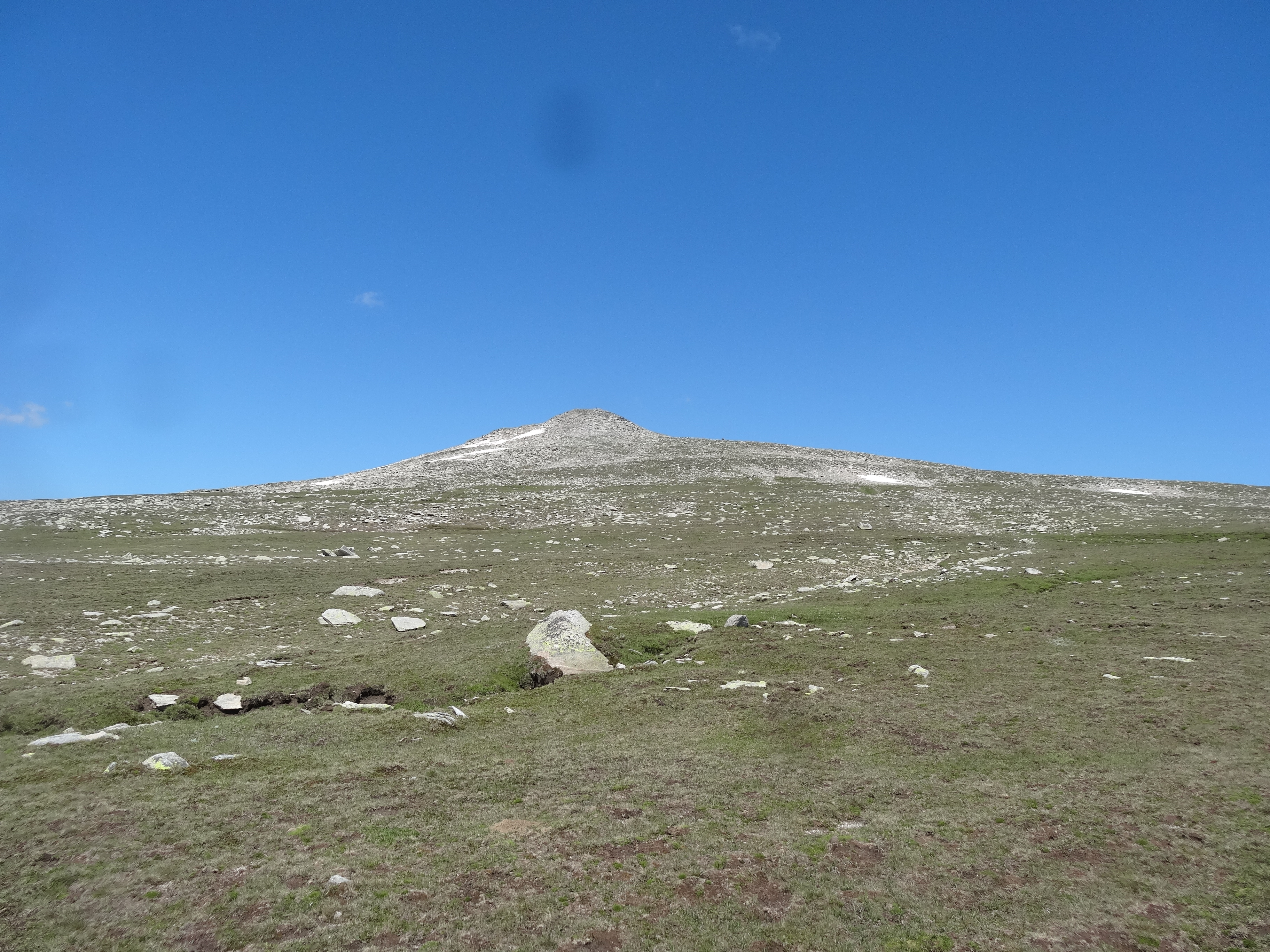
El cim del Puigpedrós

Segons Lluís Basseda, el topònim Puigpedrós, predominant en el vessant sud dels Pirineus, rep el seu nom del nombre de roques que es concentren en la part superior del cim.
En canvi, a les comarques catalanes del nord de la serralada, la Catalunya del Nord, és denominat Puig de Campcardós, topònim que, a part del puig abans explicat, està format pel topònim compost Campcardós. Camp per l'extens planell que envolta el cim d'aquesta muntanya, i cardós per la gran abundor de cards que cobreixen aquest planell a l'estiu.

## Excursionisme
Aquest cim està inclòs en el llistat dels 100 cims de la FEEC.
La ruta més habitual parteix des del Refugi de Malniu, al terme de Meranges, amb unes 3 hores de camí. També s'hi accedeix des del Refugi de la Feixa a Ger. També és un destí habitual per a raquetes de neu.

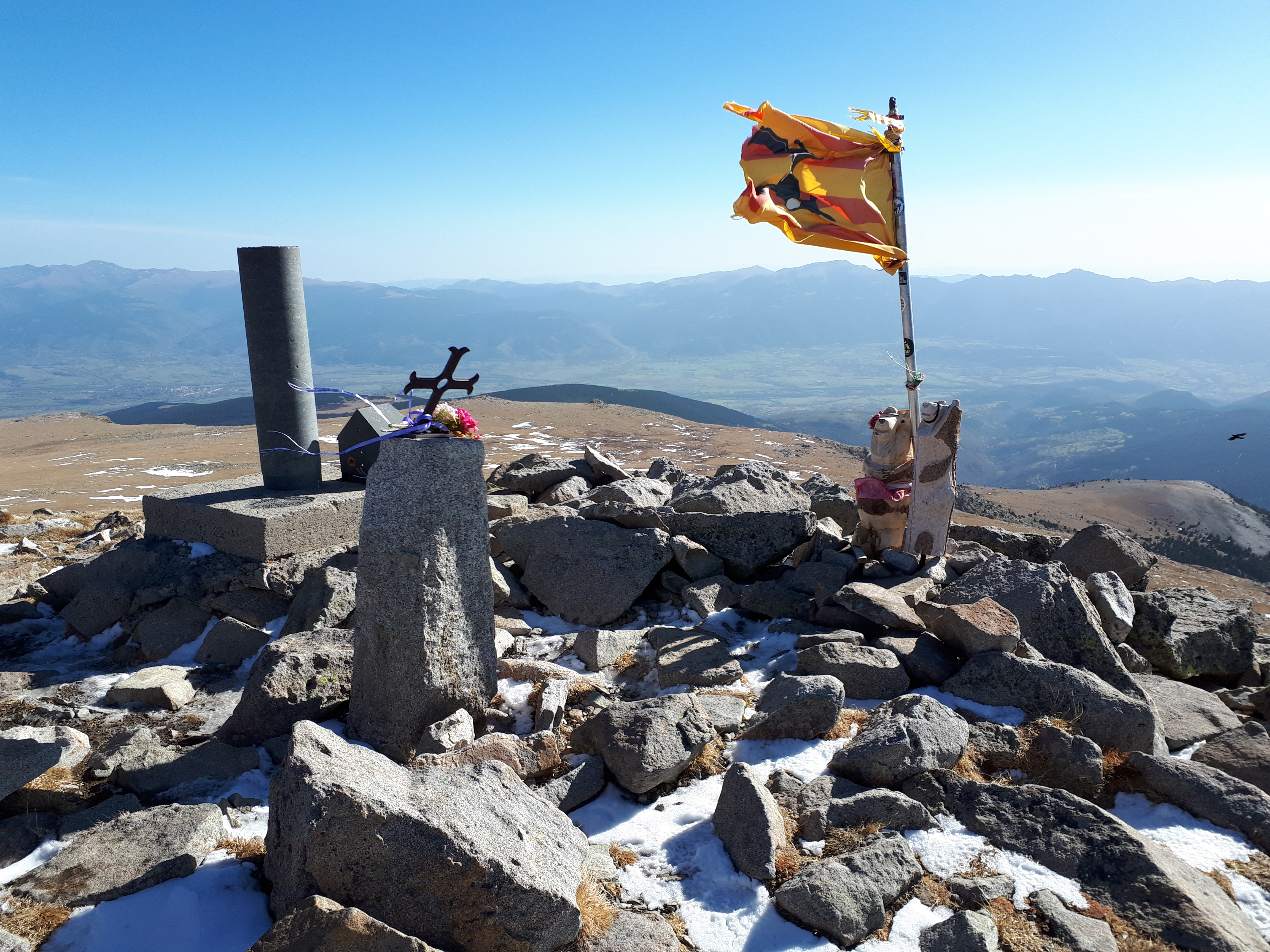
El cim (2022). Vista cap al sud.